# Третий кабинет Рютте
Третий кабинет Рютте сформирован 20 октября 2017 года, приведён к присяге 26 октября и сменил второй кабинет Рютте после парламентских выборов в Нидерландах в 2017 году. Это коалиционное правительство центристских и правоцентристских партий: Народной партии за свободу и демократию (НПСД), Христианско-демократического призыва (ХДП), Демократов 66 (Д-66) и Христианского Союза (ХС).

## Список министров
В состав кабинета Рютте входят премьер-министр и 17 министров (первоначально 15 министров), в том числе три заместителя премьер-министра, а также восемь статс-секретарей (первых заместителей министра):
| Третий кабинет Рютте |                                                                                  | |                         |
| Пост | Имя                                                                              | Период полномочий | Партия                  |
| Премьер-министр и Министр по общим вопросам                                                                               | Марк Рютте                                                                       | с 14 октября 2017 года | НПСД                    |
| Первый вице-премьер и министр здравоохранения, социального обеспечения и спорта                                           | Хуго де Йонге                                                                    | с 26 октября 2017 года | ХДП                     |
| Второй вице-премьер | Кайса Оллонгрен Воутер Коолмеес Кайса Оллонгрен                                  | 26 октября 2017 — 1 ноября 2019 1 ноября 2019 — 14 мая 2020 с 14 мая 2020                                                                                                   | Д-66                    |
| Третий вице-премьер и министр сельского хозяйства, природы и качества продуктов питания                                   | Карола Схаутен                                                                   | с 26 октября 2017 года | ХС                      |
| Министр иностранных дел                                                                                                   | Халбе Зейлстра Сигрид Кааг Стеф Блок Сигрид Кааг Том де Брюйн (и. о.) Бен Кнапен | 26 октября 2017 года — 13 февраля 2018 года 13 февраля — 7 марта 2018 года 7 марта 2018 года — 25 мая 2021 25 мая — 17 сентября 2021 17—24 сентября 2021 с 24 сентября 2021 | НПСД Д-66 НПСД Д-66 ХДП |
| Министр юстиции и безопасности                                                                                            | Фердинанд Грапперхаус                                                            | с 26 октября 2017 года | ХДП                     |
| Министр внутренних дел и по делам королевства                                                                             | Кайса Оллонгрен Раймонд Кнопс Кайса Оллонгрен                                    | 26 октября 2017 года — 1 ноября 2019 года 1 ноября 2019 — 14 апреля 2020 с 14 апреля 2020                                                                                   | Д-66 ХДП Д-66           |
| Министр социальных дел и занятости                                                                                        | Воутер Коолмеес                                                                  | с 26 октября 2017 года | Д-66                    |
| Министр образования, культуры и науки                                                                                     | Ингрид ван Энгелсховен                                                           | с 26 октября 2017 года | Д-66                    |
| Министр финансов | Вопке Хукстра                                                                    | с 26 октября 2017 года | ХДП                     |
| Министр обороны | Анк Бейлевелд Фердинанд Грапперхаус (и. о.) Хенк Камп                            | 26 октября 2017 — 17 сентября 2021 17—24 сентября 2021 с 24 сентября 2021                                                                                                   | ХДП НПСД                |
| Министр инфраструктуры и управления водными ресурсами                                                                     | Кора ван Ниуэнхёйзен Барбара Виссер                                              | 26 октября 2017 — 31 августа 2021 с 31 августа 2021 | НПСД                    |
| Министр экономики и климатической политики                                                                                | Эрик Вибес Кора ван Ниуэнхёйзен и. о. Бас ван Ваут Стеф Блок                     | 26 октября 2017 — 15 января 2021 15—20 января 2021 20 января — 25 мая 2021 с 25 мая 2021                                                                                    | НПСД                    |
| Министр (без портфеля) до делам Службы общей разведки и безопасности в Министерстве внутренних дел и по делам королевства | Анк Бейлевелд (и. о.)                                                            | 1 ноября 2019 — 14 апреля 2020 | ХДП                     |
| Министр (без портфеля) внешней торговли и развития сотрудничества в Министерстве иностранных дел                          | Сигрид Кааг Том де Брюйн                                                         | 26 октября 2017 — 10 августа 2021 с 10 августа 2021 | Д-66                    |
| Министр (без портфеля) правовой защиты в Министерстве юстиции и безопасности                                              | Сандер Деккер                                                                    | с 26 октября 2017 года | НПСД                    |
| Министр (без портфеля) по вопросам начального и среднего образования и СМИ в Министерстве образования, культуры и науки   | Ари Слоб                                                                         | с 26 октября 2017 года | ХС                      |
| Министр (без портфеля) окружающей среды и инфраструктуры в Министерстве внутренних дел и по делам королевства             | Стинтье ван Велдховен (и. о.)                                                    | 1 ноября 2019 — 14 апреля 2020 | Д-66                    |
| Министр (без портфеля) здравоохранения и спорта в Министерстве здравоохранения, социального обеспечения и спорта          | Бруно Брёйнс Мартин ван Рийн (и. о.) Тамара ван Арк                              | 26 октября 2017 года — 19 марта 2020 года 23 марта — 9 июля 2020 9 июля 2020 — 3 сентября 2021                                                                              | НПСД беспартийный НПСД  |